# Andriashevia aptera
Andriashevia aptera is een  straalvinnige vissensoort uit de familie van de puitalen (Zoarcidae). De wetenschappelijke naam van de soort is voor het eerst geldig gepubliceerd in 1978 door Fedorov & Neyelov.